# Hechtia dichroantha
Hechtia dichroantha är en gräsväxtart som beskrevs av John Donnell Smith. Hechtia dichroantha ingår i släktet Hechtia och familjen Bromeliaceae. Inga underarter finns listade i Catalogue of Life.